# Antonio Mentor
Antonio Mentor de Mello Sobrinho (São Paulo, 12 de janeiro de 1950 — São Paulo, 7 de maio de 2024), mais conhecido como Antonio Mentor, foi um empresário e político brasileiro, filiado ao Partido dos Trabalhadores (PT). Era irmão do também político José Mentor.

## Biografia
Antonio Mentor foi vereador por três mandatos e secretário de Governo em Americana.
Eleito deputado estadual pela primeira vez em 1998, foi reeleito em 2002, 2006 e 2010.
Na Assembleia Legislativa de São Paulo, foi líder da bancada do PT, foi membro da ARTESP e da Comissão de Transportes. Em 2007, presidiu a CPI da Eletropaulo. Entre as propostas que apresentou na Casa, estão: o fim do voto secreto dos deputados, o combate ao assédio moral, a garantia do transporte gratuito para os idosos e a regulamentação dos comerciais de medicamentos. Realizou seminários para a orientação de ONGs quanto a procedimentos administrativos e ao certificado do CNAS (Conselho Nacional de Assistência Social), inclusive com o lançamento de uma cartilha sobre o assunto.
Faleceu no dia 7 de maio de 2024, aos 74 anos, em São Paulo, vítima de uma parada cardiorrespiratória, o ex-deputado lutava contra um câncer.
O corpo do ex-deputado foi sepultado no Cemitério Congonhas, na Zona Sul da Capital. O ex-parlamentar deixa a esposa, Maria Cleonice Coelho, três filhos e três netos.